# Shabab Al-Ordon Club (féminines)
Maillots
La section féminine du Shabab Al-Ordon Club (en arabe : نادي شباب الأردن) est un club jordanien féminin de football fondé en 2003 et basé à Amman, la capitale du pays.

## Histoire
Le Shabab Al-Ordon crée son équipe féminine en 2003, devenant le deuxième club jordanien à posséder une section féminine. Le club connait rapidement le succès puisqu'il remporte cinq titres consécutifs entre 2006 et 2010. C'est le club le plus titré du pays.
Le club remporte la première édition du championnat féminin des clubs de la WAFF en 2019 avec 4 victoires en autant de matches. La même saison, il remporte la première édition professionnelle du championnat jordanien, après une victoire 1-0 face au Amman SC en barrages.

## Palmarès
| Compétitions nationales                                                                             | Compétitions internnationales                               |
| --------------------------------------------------------------------------------------------------- | ----------------------------------------------------------- |
| - Championnat de Jordanie (9) : - Champion : 2006, 2007, 2008, 2009, 2010, 2012, 2014, 2016 et 2019 | - Championnat des clubs de la WAFF (1) : - Vainqueur : 2019 |